# Thierry Henry
Thierry Henry (franskt uttal: [tjɛʁi ɑ̃ˈʁi]), född 17 augusti 1977 i Les Ulis, är en fransk före detta fotbollsspelare (anfallare och ytter) och sedermera fotbollstränare. Från augusti 2023 är han ansvarig för Frankrikes U21-landslag samt det lag som ska representera Frankrike i sommar-OS 2024.
Mellan 1997 och 2010 spelade Henry 123 matcher för det franska landslaget och är med sina 51 landslagsmål näst bästa målskytt i det franska landslagets historia. Han har även klubbrekordet i Arsenal för flest ligamål (174 st) och flest mål totalt (228). Han vann guldskon 2004 och 2005. Han har också vunnit skytteligan i Premier League tre säsonger i rad, 2003–04, 2004–05 och 2005–06, och innan dess 2001–02. Han är den ende som blivit utsedd till Årets fotbollsspelare i England (FWA) tre gånger.
Den 9 januari 2012 gjorde Thierry Henry en sensationell comeback i arsenaltröjan då han i FA-cupen sköt Arsenal vidare med matchens enda mål mot Leeds United. Under den korta låneperioden gjorde han ett till mål i FA-cupen och det avslutande målet i Premier League-matchen mot Blackburn där han fastställde resultatet 7–1 till Arsenals favör. I avskedsmatchen 11 februari 2012 gjorde han det avgörande 2–1-målet i 90:e minuten mot Sunderland.

## Biografi
Thierry Henry är född i Les Ulis, en förort till Paris, men hans far är från Guadeloupe och hans mor från Martinique.
Som fotbollsspelare fostrades han på den högt aktade franska fotbollsakademin Clairefontaine mellan 1990 och 1992. Därefter plockades han efter ett år i Versailles till topplaget AS Monaco av Arsene Wenger som han senare skulle få som tränare i Arsenal. Efter guld i VM på hemmaplan 1998 såldes han till den italienska storklubben Juventus. Efter ett halvår där som yttermittfältare vantrivdes han och såg sig om efter en annan klubb. Han slog följe med ett par av sina franska vänner (bland andra Patrick Vieira, Emanuel Petit) till Arsenal som nu tränades av Arsene Wenger.
Den 18 oktober 2005 passerade han Ian Wright som Arsenals bäste målskytt genom tiderna, då han gjorde sitt 185:e och 186:e mål för klubben i en Champions League-match mot Sparta Prag. I den sista matchen någonsin på Highbury, den 7 maj 2006 mot Wigan, gjorde Henry hattrick. Sammanlagt har Henry gjort 228 mål för Arsenal.
I juni 2007 skrev Henry på ett fyraårskontrakt för FC Barcelona. De uppges ha betalat ca 220 miljoner kronor för att få fransmannen från Arsenal till Barcelona. Under sin första säsong i Spanien vann han Barcelonas interna skytteliga och gjorde näst flest assist i ligan men han fick för det mesta spela som ytterforward på vänsterkanten. Säsongen 2008–2009 vann Barcelona ligan, spanska cupen och Champions League. Säsongen därpå fick Henry inte lika mycket speltid och bänkades stundtals för att unge Pedro skulle få speltid. I början av säsongen hade Henry en öppen dispyt med Guardiola till följd av att fransmannen byttes ut i en match mot Inter.[källa behövs] I juli 2010 skrev Henry på ett flerårskontrakt med MLS-klubben New York Red Bulls. Henrys första match i New York-laget var en träningsmatch mot Tottenham där han gjorde ett mål.
10 december 2011 förärades Henry en staty utanför Emirates Stadium för sina insatser för Arsenal där han har klubbrekordet med flest gjorda mål.
Den 30/12/11 lånades Henry ut till Arsenal FC på ett 2 månader långt lån. 9 januari 2012 spelade han sin första match för Arsenal mot Leeds United i FA-Cupen där han gjorde matchens enda mål.
På landslagsnivå har Henry vunnit VM-guld (1998), VM-silver (2006) och EM-guld (2000). Den 18 november 2009 stod Henry för en avgörande assist i en avgörande VM-kvalmatch mellan Frankrike och Irland. Målet blev mycket omdiskuterat i media på grund av att Henry tog emot bollen med öppen hand och styrde bollbanan ytterligare en gång innan han passade vidare till William Gallas. Efter VM 2010, som slutade med fiasko för Frankrike, meddelade Henry att han slutar i landslaget.
Den 16 december 2014 meddelade Henry officiellt att han lägger av som spelare.
Den 14 november 2019 blev Henry anställd som huvudtränare i Major League Soccer-klubben Montreal Impact. Den 25 februari 2021 valde Henry att lämna klubben.
Den 21 augusti 2023 utsågs Henry till tränare för Frankrikes U21-landslag, samt det lag som ska representera Frankrike i sommar-OS 2024.

## Meriter

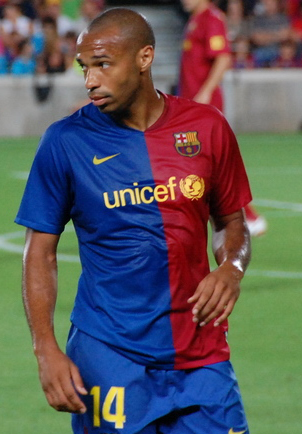
Henry i Barcelona 2008

### Landslag
- VM i fotboll: 1998, 2002, 2006, 2010
  - Guld 1998
  - Silver 2006 (Förlust mot Italien)
- EM i fotboll: 2000, 2004, 2008
  - Guld 2000

- Ungdomsvärldsmästare med Frankrike 1996

### Klubblag
- Fransk mästare med AS Monaco 1997
- Trophée des Champions, mästare med AS Monaco 1997
- Premier League mästare med Arsenal 2002 och 2004
- FA-cupen mästare med Arsenal 2002, 2003 och 2005
- FA Community Shield mästare med Arsenal 2002 och 2004
- Uefa Europa League Silver 2000 (Förlust mot Galatasaray  0–0, 1–4 efter straffar)
- Uefa Champions League mästare (vinst mot Manchester United 2–0) med FC Barcelona 2009
  - Silver 2006 (Förlust mot FC Barcelona 1–2)
- Spansk mästare med FC Barcelona 2009 och 2010
- Copa del Rey mästare med Barcelona 2009
- Supercopa de España, mästare med Barcelona 2009
- Europeiska Supercupen Mästare med Barcelona 2009
- Världsmästerskapet i fotboll för klubblag, mästare med Barcelona 2009
- Vinnare av MLS Eastern Conference 2010 och 2013 med New York Red Bulls
- Vinnare av MLS supporters' Shield 2013 med New York Red Bulls

### Individuella utmärkelser
- Årets unga fotbollsspelare i Ligue 1: 1997
- Årets fotbollsspelare i Frankrike: 2000, 2003, 2004, 2005, 2006
- Uttagen i UEFA Team of the Year: 2001, 2002, 2003, 2004, 2006
- Uttagen i PFA Team of the Year: 2001, 2002, 2003, 2004, 2005, 2006
- Skytteligavinnare i Premier League: 2002, 2004, 2005 och 2006
- Årets fotbollsspelare i England (FWA): 2003, 2004 och 2006
- Årets fotbollsspelare i England (PFA): 2003 och 2004
- Månadens spelare i Premier League: april 2000, september 2002, januari 2004 och april 2004
- BBC Goal of the Season: 2003
- Onze d'Or: 2003 och 2006
- Ballon d'Or: andraplats 2003 och tredjeplats 2006
- Guldskon som årets målskytt i Europa: 2004 och 2005
- Uttagen i FIFA 100: 2004
- Uttagen i FIFA FIFPro World XI: 2006
- English Football Hall of Fame: 2008
- Uttagen i MLS Best XI: 2011, 2012, 2014
- Uttagen i MLS All-Star Game: 2011, 2012, 2013, 2014
- UEFA Euro All-time XI (publicerat 2016)
- Premier League Hall of Fame: 2021[8]

#### Ordnar
- Hederslegionen: 1998[9]